# Un Nou Temps
Un Nou Temps (Un Nuevo Tiempo) és un partit polític regional veneçolà fundat el 1999. Té la seva base a l'Estat de Zulia on ostenta la governació de la mà de Manuel Rosales.
Integrant de l'aliança opositora contra el president de la república Hugo Chávez, Un Nou Temps s'ha implantat arreu del país a partir del fet que Manuel Rosales va ser escollit per l'aliança opositora com a candidat de consens per enfrontar-se a Chávez en les eleccions presidencial del 3 de desembre de 2006, eleccions en les quals va ser derrotat per un ampli marge.
A diferència d'altres líders opositors que s'havien enfrontat a Chávez a les urnes, Rosales va reconèixer sense embuts la seva derrota electoral.